# Sarah Mitton
Sarah Dawn Mitton (ur. 20 czerwca 1996 w Liverpoolu w Nowej Szkocji) – kanadyjska lekkoatletka specjalizująca się w pchnięciu kulą.
Zajęła 6. miejsce w pchnięciu kulą na igrzyskach panamerykańskich w 2019 w Limie. Zwyciężyła w tej konkurencji na uniwersjadzie w 2019 w Neapolu. Odpadła w kwalifikacjach na mistrzostwach świata w 2019 w Dosze i na igrzyskach olimpijskich w 2020 w Tokio.
W 2022 zajęła 7. miejsce w pchnięciu kulą na halowych mistrzostwach świata w Belgradzie i 4. miejsce na mistrzostwach świata w 2022 w Eugene (z tym samym najlepszym rezultatem, co brązowa medalistka Jessica Schilder), a także zwyciężyła na igrzyskach Wspólnoty Narodów w Birmingham i mistrzostwach NACAC we Freeport. Rok później została wicemistrzynią świata oraz złotą medalistką igrzysk panamerykańskich, natomiast w 2024 zdobyła tytuł halowej mistrzyni globu, który rok później obroniła.

## Osiągnięcia
| Rok  | Impreza                              | Miejsce    | Konkurencja    | Lokata       | Wynik |
| ---- | ------------------------------------ | ---------- | -------------- | ------------ | ----- |
| 2015 | Mistrzostwa panamerykańskie juniorów | Edmonton   | pchnięcie kulą | 4. miejsce   | 14,57 |
| 2017 | Uniwersjada                          | Tajpej     | pchnięcie kulą | 10. miejsce  | 16,32 |
| 2019 | Uniwersjada                          | Neapol     | pchnięcie kulą | 1. miejsce   | 18,31 |
| 2019 | Igrzyska panamerykańskie             | Lima       | pchnięcie kulą | 6. miejsce   | 17,62 |
| 2019 | Mistrzostwa świata                   | Doha       | pchnięcie kulą | kwalifikacje | 17,24 |
| 2021 | Igrzyska olimpijskie                 | Tokio      | pchnięcie kulą | kwalifikacje | 16,62 |
| 2022 | Halowe mistrzostwa świata            | Belgrad    | pchnięcie kulą | 7. miejsce   | 19,02 |
| 2022 | Mistrzostwa świata                   | Eugene     | pchnięcie kulą | 4. miejsce   | 19,77 |
| 2022 | Igrzyska Wspólnoty Narodów           | Birmingham | pchnięcie kulą | 1. miejsce   | 19,03 |
| 2022 | Mistrzostwa NACAC                    | Freeport   | pchnięcie kulą | 1. miejsce   | 20,15 |
| 2023 | Mistrzostwa świata                   | Budapeszt  | pchnięcie kulą | 2. miejsce   | 20,08 |
| 2023 | Igrzyska panamerykańskie             | Santiago   | pchnięcie kulą | 1. miejsce   | 19,19 |
| 2024 | Halowe mistrzostwa świata            | Glasgow    | pchnięcie kulą | 1. miejsce   | 20,22 |
| 2024 | Igrzyska olimpijskie                 | Paryż      | pchnięcie kulą | 12. miejsce  | 17,48 |
| 2025 | Halowe mistrzostwa świata            | Nankin     | pchnięcie kulą | 1. miejsce   | 20,48 |

## Rekordy życiowe
Rekordy życiowe Mitton:
- pchnięcie kulą – 20,68 m (11 maja 2024, Fleetwood), rekord Kanady[10]
- pchnięcie kulą (hala) – 20,68 m (7 lutego 2025, Karlsruhe), rekord Ameryki Północnej